# Нуньес, Луис Херардо
Луис Херардо Нуньес (исп. Luis Gerardo Núñez; 21 апреля 1961, Валенсия, Венесуэла) — венесуэльский актёр.

## Биография
Луис Херардо Нуньес Нуньес родился в Валенсии (штат Карабобо, Венесуэла). С юности мечтал стать актёром, но на экран сумел пробиться только в возрасте 27 лет, сыграв небольшой эпизод в сериале «Sueno contigo», где в главной роли блистал звезда латиноамериканской эстрады Хосе Луис Родригес «Эль Пума». Настоящая известность пришла к Нуньесу в 1989 году, после роли честного и мужественного рыбака Хулио Сесара Аройо в теленовелле «Реванш» («Веневисьон»). Сам актёр говорит, что роль в «Реванше» дала ему очень много как актёру, хотя и не входит в число любимых. В 90-е годы Луис Херародо Нуньес стал выступать и как певец, что принесло ему ещё большую известность. В 1997 году его пригласили в Мексику, где он сыграл одну из ролей в теленовелле «Rencor apasionado» (1997—1998). В 1999 году Луис Херардо заключил контракт с телеканалом РКТВ, Самой известной его ролью здесь стал журналист Маркос Рохас Поль в теленовелле «La Mujer de Judas».
Так получилось, что съёмки в теленовеллах актёру пришлось чередовать с судебными процессами в которых он фигурировал как обвиняемый в избиении молодого сторонника президента Чавеса во время демонстрации у резиденции губернатора Валенсии. В 2007 году закончился его контракт с РКТВ и по настоящее время Нуньес выступает как певец, гастролируя у себя на родине, в Валенсии, а также отдаёт дань ещё одному увлечению — корриде. Женат, трое детей (дочь и двое сыновей-близнецов).

## Фильмография
- «Doctor G y las Mujeres» (2007), Венесуэла
- «Toda una Dama» (2007), Венесуэла
- «Por Todo Lo Alto» (2006), Венесуэла
- «Que Buena se Puso Lola!» (2004), Венесуэла
- «La Cuaima» (2003), Венесуэла
- «La Mujer de Judas» (2002), Венесуэла
- «Juana la Virgen» (2002), Венесуэла
- «La Soberana» (2001), Венесуэла
- «Mis Tres Hermanas» (2000), Венесуэла
- «Carita Pintada» (1999), Венесуэла
- «Rencor Apasionado» (1998), Мексика
- «Todo Por Tu Amor» (1997), Венесуэла
- «Pecado de amor» (1995—1996), Венесуэла
- «Macarena» (1992), Венесуэла
- «Ines Duarte, Secretaria» (1991), Венесуэла
- «La Revancha» (1989), Венесуэла
- «Fabiola» (1989)
- «Sueno contigo» (1987)